# 리도 홀
리도 홀(영어: Rideau Hall, 프랑스어: Rideau Hall)은 캐나다 온타리오주 오타와 시에 있는 캐나다의 군주와 총독의 관저이다. 캐나다의 수도 오타와 시 서섹스 드라이브 1번지에 위치해 있는 0.36 km2의 땅에서 본관은 9,500m2의 공간에 약 175개의 방이 있다. 영국의 버킹엄 궁전, 미국의 백악관, 그리고 네덜란드의 왕궁처럼 보통 여러나라의 관저는 수도의 중심지에 위치해 있지만 캐나다의 리도 홀은 반대로 오타와 시의 외곽에 위치해 있어서 일종의 개인용 주택의 특징이 나타난다.
리도 홀의 대부분의 시실들은 국정을 수행하는 용도로 쓰이며 작은 500m2의 공간만 총독이 필요한 거주의 용도로 쓰인다. 일부의 공간은 캐나다 문장국의 소재지와 총독과 그의 밑에서 일하는 직원들이 업무를 수행하는 장소로 활용한다. 이로써 캐나다 군주제의 관료체제 또는 공식적으로 영국 연방 왕국의 총독 관저를 환유로 뜻하는 용어로 리도 홀이라고 부른다. 리도 홀에서 공식적으로 환영받는 사람들은 외국의 국가 원수과 대사, 주캐나다 고등판무관, 그리고 캐나다의 대신이다. 리도 홀은 또한 대부분의 국가급 훈장의 수여식을 주최, 총리와 그밖의 연방정부의 장관들의 취임식을 주관하는 장소, 선거교서를 보내는 장소며 의례적인 행사와 또는 헌법적인 행사를 주관하는 장소이다. 리도 홀과 그로 둘러싸인 땅은 1977년에 캐나다국정사적에 등재되었다. 리도 홀은 관광안내인의 도움으로 일반인에게 공개하여 매년 200,000명 정도의 관광객들을 유치한다.

## 역사

### 맥케이 빌라

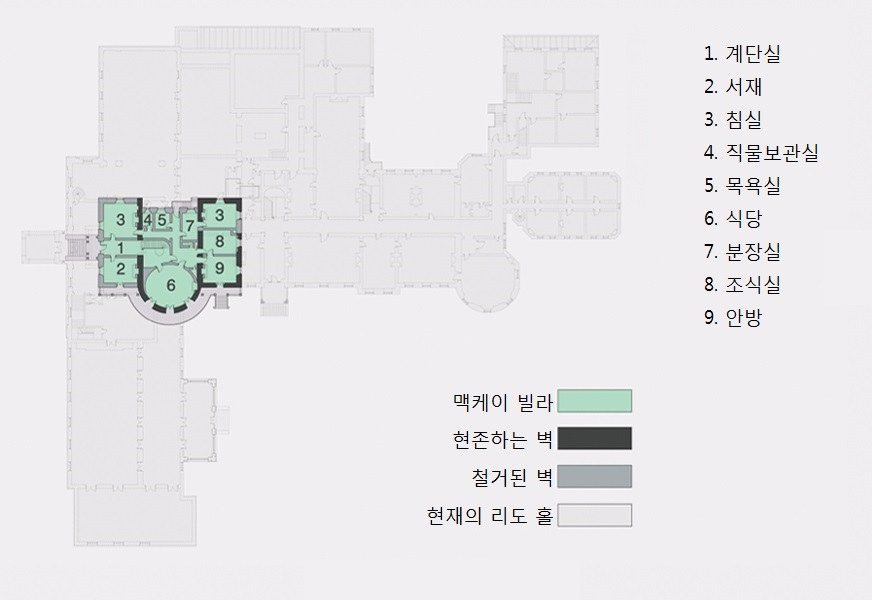
맥케이 빌라와 오늘날의 리도 홀의 설계도를 함께 겹친 평면도

리도 홀의 1층 평면도 (본래의 맥케이 빌라부터 현재까지 부착된 시설도 포함)

오늘날의 리도 홀의 자리와 원래의 건축물은 토마스 맥케이라는 석공이 지었다. 토마스 맥케이는 스코틀랜드 퍼스 출신으로 1817년에 로어캐나다 몬트리올로 이주하여 나중에 리도 운하 공사에 참가하였던 주계약자가 되었다. 리도 운하가 완공하고 토마스 맥케이는 리도 폭포에 공장을 지어서 오타와의 전신인 뉴 에든버러(영어: New Edinburgh)의 창시자가 되었다. 그는 그가 얻었던 재산으로 오타와 강과 리도 강이 보이는 땅을 산 다음 1855년까지 그와 그의 가족이 살았던 장소로 그가 지었던 돌로 만든 빌라가 오늘날의 리도 홀의 시초였다.
토마스 맥케이의 빌리가 왕가의 처소가 되기 전에도 그곳은 시드남 경, 엘진 백작, 그리고 헤드 경과 같은 캐나다 성의 총독 3명을 포함한 유명한 사람들이 방문하였다. 헤드 부인이 리도 홀에서 머물었던 기간 동안 배럭 힐(영어: Barrack Hill)의 풍경을 수체화로 그려서 빅토리아 여왕에게 헌상하였던 그 수체화는 훗날 바이타운을 캐나다 연방의 새로운 수도를 선포하였던 결정적인 계기가 되었다. 또한 나중에 에드워드 7세로 즉위하였던 에드워드 왕자는 캐나다 의회 초석을 세웠던 기념일의 다음 날인 1860년 9월 2일에 캐나다 방문의 일관으로 그는 리도 홀의 구내에서 가로질렀다.

### 왕과 부왕의 관저
바이타운이 캐나다 성의 수도로 채택된 뒤에 1864년 정부는 국왕의 어명으로 맥케이 가족에게 매년 4000달러를 받는 조건으로 빌라를 임대하였지만 원래 총독 관저가 완공될 때까지 그것을 부왕의 임시 거주지로 활용하였던 계획이였다. 그 다음 해에 프레드릭 프레스턴 루비지라는 건축가가 그 빌라를 더 크거 개조하였다. 이로써 총독의 업무를 수행할 수 있게끔 빌라 크기가 본래 크기의 4배로 늘어나서 캐나다의 첫 총독 몽크 자작이 거주하였다. 캐나다의 정치인 조지 브라운은 "총독의 거처는 비참하게 작은 집이며 야망이 가득찬 시골의 대지주의 땅 위에 있다"라고 말하여 빌라를 더 크게 지었던 일을 반대하였다. 빌라를 고치는 일보다 그 예산으로 새로운 관저를 건설하는 일이 더욱 이롭다는 생각으로 불만을 표현하였던 존 맥도널드 총리도 조지 브라운의 주장에 찬성하였다. 그 뒤로부터 외국의 방문자 러시아 제국의 황제 알렉산드르 2세의 아들 알렉세이 대공과 같은 손님들의 접대와 빌라의 무도실은 왕족과 부왕의 가족 구성원들이 참가하였던 수여식, 취임식, 무도회, 만찬, 가든파티, 아동행사, 그리고 연극을 주관하였던 명성으로 빌리는 오타와의 사교계의 중심지로 부상되었다. 정치계의 반대에 불구하고 루비지는 빌라의 수위실의 시설을 개선하였고 국왕이라는 법인의 이름으로 1868년에 비로서 빌라와 그 주위의 땅이 82,000 달러로 구입하였다. 귀빈 1500명의 참가로 무도실에서 실시하였던 대표적인 행사는 제1대 더퍼린과 아바 후작 제3대 총독이 주관하였던 1876년 2월 23일의 저녁 무도회였다.
리도 홀의 각종 행사가 인기를 끌었지만 리도 홀에 대한 비판적인 첫 인상은 20세기 초반까지 계속 이어졌다. 1872년에 리도 홀에 머물렀던 더퍼린 아바 후작 부인은 자기의 일기에서 "리도 홀의 첫인상은 우리의 기운이 살짝 빠져나갔지만 이제까지 우리는 이 모든 것에 대해서 너무나 열혈하였다"라고 적었다. 1893년에 스탠리 부인, 프레더릭 스탠리, 제16대 더비 백작의 아내는 "여러 방의 가구들은 너무 옛날식이며 그렇게 이쁘지 않다는 사실을 느낀다... 빨간색 거실은... 여러 의자와 식탁만 있었다... 벽들은 굉장히 평범하다. 총독의 아내가 쓰는 거실로 쓰이는 방은 너무 텅 비었다. 집에서 램프 갛개도 없다. 쿠션과 식탁보도 없으며 방을 이쁘고 안락하게 만드는 작은 물건도 전혀 없다"라고 말하였다. 그 이전의 비판을 반복을 하듯이 애버딘 테머 후작 부인은 오타와를 떠나기에 앞서 리도 홀을 "덤불 무리에 치운 허름하고 오래된 총독 관저"라고 묘사하였다.
그 뒤로 리도 홀이 전체적인 시설이 개선되었다. 같은 해에 가스로 불빛이 나오는 샹들리에, 전신용 케이블, 그리고 무도실이 지어졌다. 리도 홀이 정식적으로 왕과 부왕의 거주지의 역할로 수행하였을 시기에 제9대 아가일 공작과 이가일 공작부인 루이즈 공주가 리도 홀로 거처를 옮겼을 때에도 대부분의 시설이 벌써 완공되었다.
아가일 공작은 "우리는 여기서 이 크고 편안한 집에 정착하면서 두꺼운 벽, (켄징턴 궁전과 다르게) 선반의 도움으로 만들었던 장식이 있으며 플라스터로 도배된 방들, 그리고 일광과 난방의 풍족함 때문에 내 아내에게 켄징턴 궁전보다 (리도 홀이) 훨씬 우월하다고 말한다"라고 리도 홀을 찬양하였다. 그의 아내 루이즈 공주는 피니언 단원들로부터 자기의 생명을 위협받아서 심리적 안정과 정신적 안정을 위해서 영국으로 귀국한 나머지 리도 홀에서 오랫동안 머물지 않았다. 1880년에 리도 홀로 돌아온 그녀는 어머니 빅토리아 여왕의 걱정으로 리도 홀 주위에 병사들을 더욱 많이 배치할 필요가 있었다고 생각하였다.

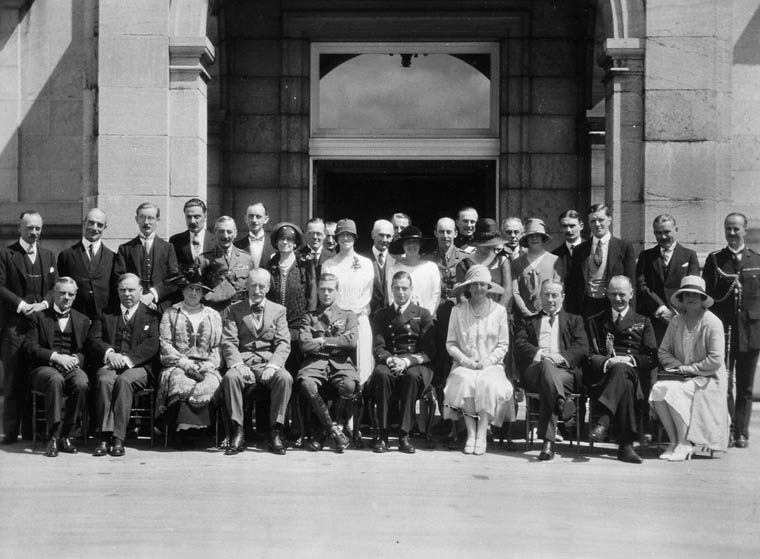
1927년 9월, 리도 홀의 정문 앞의 에드워드 왕자, 조지 왕자, 그리고 캐나다의 총독 프리먼 프리먼 토머스, 제1대 윌링던 후작.

이리하여 영국의 왕족 일원이 총독직을 맡지 않아도 귀빈의 자격으로 리도 홀에서 주기적으로 머무른 경우가 있다. 예를 들어:
- 올버니 공작 레오폴드 (1880년)
- 조지 왕자 (1882년, 1901년, 그리고 1908년)
- 제1대 코넛과 스트래선 공작와 프로이센 공주 루이제 마르가레타 (1890년, 총독과 총독의 배우자의 자격으로 머물었던 기간 1906년에서 1912년까지)
- 마리 루이즈 공주 (1900년)
- 패트리샤 공주 (부모와 함께 1906년에서 1912년까지 머물렀다)
- 앨버트 왕자 (1910년과 1913년)
- 웨일즈 공 에드워드([[1919년), 1923년, 1924년, 그리고 1927년)
- 조지 왕자 (1926년과 1927년)
- 글로스터 공작 헨리 왕자 (1929년)

### 2차 세계대전
조지 6세와 그의 배우자 엘리자베스 보우스라이언은 1939년 5월 19일 첫 캐나다 공식 방문으로 리도 홀에 도착하였다. 공식 왕족 역사가 귀스타브 랑크토는 "왕가 일원들이 캐나다에 있는 관저의 안으로 걸어 들어가는 순간 웨스트민스터 헌장이 드디어 발효되었다는 사실, 즉 캐나다의 왕이 돌아왔다"라고 표현하였다. 캐나다를 방문하였던 조지 6세는 대니얼 로퍼 주캐나다미국대사와 알현하였던 계기로 해외대사의 신뢰를 얻었던 첫 캐나다의 국왕이었다. 2차 세계대전이 발발했을쯤, 유럽 대륙이 전시상황이였을 동안에 영국의 왕, 배우자, 그리고 두 딸 엘리자베스 공주와 마거릿 공주가 영구히 캐나다에서 머물겠다는 소문이 퍼졌다. 그래서 캐나다 연방 정부는 리도 홀을 국왕과 그의 가족의 거처로 사용하는 대신에 브리티시컬럼비아주 콜우드에 있는 해틀리 성을 추밀원에 있어서의 여왕의 결정으로 구입하였다. 하지만 영국 왕실이 영국을 떠나는 일이 영국 사회의 사기를 떨어뜨리는 결과에 우려하여 계속 영국에 머무기로 결심하였다.
전쟁이 진행되는 동안에 리도 홀은 유럽 대륙 출신의 왕족 구성원들의 망명지가 되었다. 노르웨이의 올라프 왕세자와 그의 배우자 스웨덴 공주 메르타, 룩셈부르크의 샤를로트 여대공와 부르봉파르마의 펠릭스, 유고슬라비아 왕국의 페타르 2세, 그리스 왕국의 요르요스 2세, 오스트리아의 부르봉파르마의 치타와 그녀의 자녀들, 네덜란드의 빌헬미나 여왕, 그녀의 자녀 율리아나, 그리고 손녀 베아트릭스와 마르그리트는 귀빈의 자격으로 리도 홀에서 머물렀다. 캐나다의 총독 알렉산더 케임브리지, 제1대 애슬론 백작의 부인 올버니의 앨리스 공주는 물자의 철저한 배급과 부족함 때문에 리도 홀을 자기의 취향에 맞춰서 꾸밀 기회는 많이 없었지만 여러 왕족과 귀족 여인들에게 영국 대공습에서 다친 난민들을 위한 옷을 만들도록 시켰다. 1940년에 팔리먼트 힐의 이스트 블록에 있었던 총독의 업무실은 폐쇄하여 리도 홀로 이전되었다. 같은 해의 10월에 윈스턴 처칠 영국 총리는 리도 홀을 방문하여 그의 침대에 누운 상태에서 영국의 내각회의를 전화로 통해서 주재하였다.
세계 2차 대전이 끝난 평시에 연합군 회원국 출신의 대표자들이 미국의 드와이트 D. 아이젠하워 대통령을 축하하기 위해 리도 홀에서 무도회를 열렸다. 리도 홀은 그 뒤로 평화를 되찾았다. 전쟁태세를 평화로운 상황으로 바꾸는 과도기에 제1대 튀니스의 알렉산더 백작이 임명되었다. 공교롭게도 소문으로 전하는 바에 따르면 그의 아들 브라이언(Brian)은 여러 전 총독의 초상화를 물총의 표적으로 삼았다. 알렉산더의 임기 때, 총독관저인 리도 홀의 전쟁 후 첫 왕족 출신의 귀빈은 1951년 후반에 초대하였던 에든버러의 공작부인 엘리자베스 공주(오늘날 엘리자베스 2세)와 에든버러 공작 필립이었다. 그들은 특히 무도실에서 타르탄 무늬 셔츠를 입고 스퀘어댄스를 추었다.윈스턴 처칠이 영국의 총리가 다시 임명받는 이후로 그는 그 다음 해에 캐나다의 리도 홀에 돌아왔다. 그는 리도 홀의 소파에 팔다리를 아무렇게나 벌리고 앉고 한 손에 시가와 다른 손에 브랜디가 담겼던 유리잔을 쥐어서 알랙산더 총독에게 영국의 내각에 합류하자고 권유하였다.

### 캐나다의 부왕이 사용한 관저
윈스턴 처칠의 1952년 방문이 한 달 지난 뒤에 영국의 군주 조지 6세가 임종하였다. 이리하여 리도 홀의 앞 부분은 애도의 뜻으로 검은색 번팅으로 덮혔다. 조지 6세는 캐나다의 군주로써 그의 최후의 어명 중에서 빈센트 매시를 총독으로 임명하였다. 빈센트 매시는 최초의 캐나다 출신의 총독이었으며 그가 임명되기 2년 전에 배우자가 사망하였던 최초의 독신 출신인 캐나다 총독이었다. 그 결과 그의 판단으로 그의 며느리 릴리아스(Lilias)는 리도 홀에서 일종의 안주인으로 활동하였다. 그는 리도 홀에 대해서 "내가 (리도 홀에서) 본 가구들 중에 가장 서운한 가구들을 몇 개 보았다"고 나쁘게 평가하는 말에 불구하고 "아마도 어떤한 사랑스러운 기이함이 지니는 건축물"이라고 긍적적으로 평가하였다.
캐나다의 외교관들의 숫자가 늘어나고 캐나다의 국제적인 영향이 커지면서 1950년대와 1960년대쯤에 리도 홀 내에 펼쳤던 공식 행사들이 늘어났다. 그 때 빈센트 매시 총독이 네덜란드의 율리아아 여왕, 미국의 아이젠하워 대통령, 에티오피아의 하일레 셀라시에 1세, 인도의 자와할랄 네루, 그리고 독일, 이탈리아, 인도네시아의 여러 대통령들 등을 맞이했다. 쉬워진 해외 여행의 덕분에 더 많은 캐나다의 왕족들이 총독의 관저를 방문했다.

## 같이 보기
- 캐나다의 총독

## 참고 자료
1. ↑  캐나다의 대신들이 리도 홀을 방문하는 경우는 그들이 총독을 알현할 때만 할 수 있다. 또한 대신들은 군주가 리도 홀에 머문 경우에도 알현할 수 있다.
2. ↑  팔러먼트 힐의 옛 이름.
3. ↑  엘리자베스 보우스라이언, 프린세스 로열 메리, 켄트 공작부인 캐서린, 스노든 백작부인 마거릿, 에든버러 공작 필립이 방문했다. 특히 1957년에 여왕의 자격으로 엘리자베스 2세가 처음으로 방문했다.